# Kameňáček pestrý
Kamenáček pestrý, též kameňáček pestrý (Arenaria interpres), je středně velký druh bahňáka z čeledi slukovitých.

## Popis
Ve svatebním šatu má nápadnou černou kresbu na hlavě a hrudi, jinak je shora hnědý s černou páskou v křídle, spodina je bílá. V prostém šatu je černá kresba nahrazená tmavohnědou, mnohem méně kontrastní. Ve všech šatech je v letu nápadná dvojitá bílá křídelní páska a černý pruh na kostřeci a na konci ocasu. Ve střední Evropě se vyskytuje jen velmi vzácně v období tahu (v ČR jsou to např. lokality vodní nádrž Rozkoš, Kraj Vysočina, Přerovsko).

## Galerie

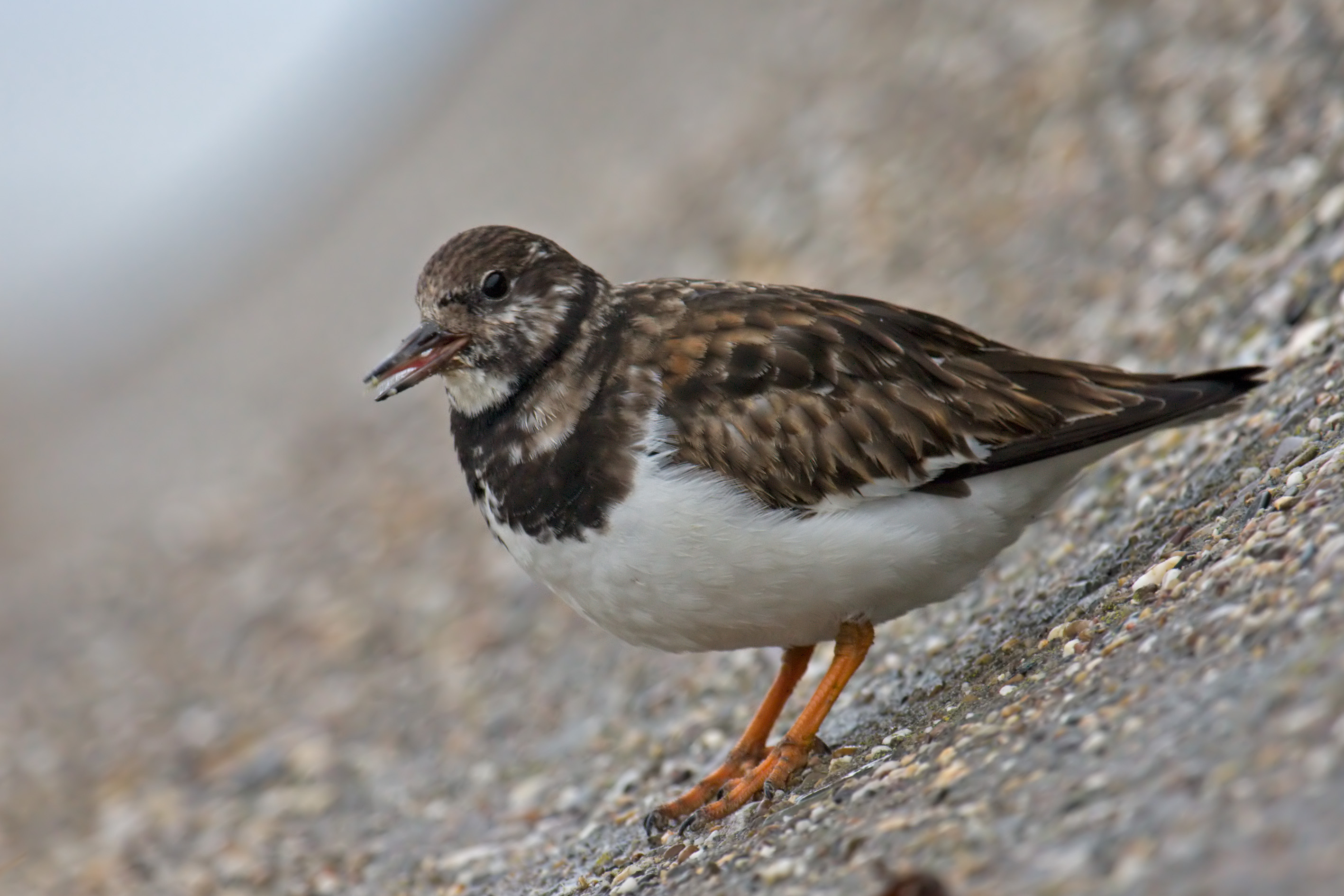
Kamenáček pestrý v prostém šatu
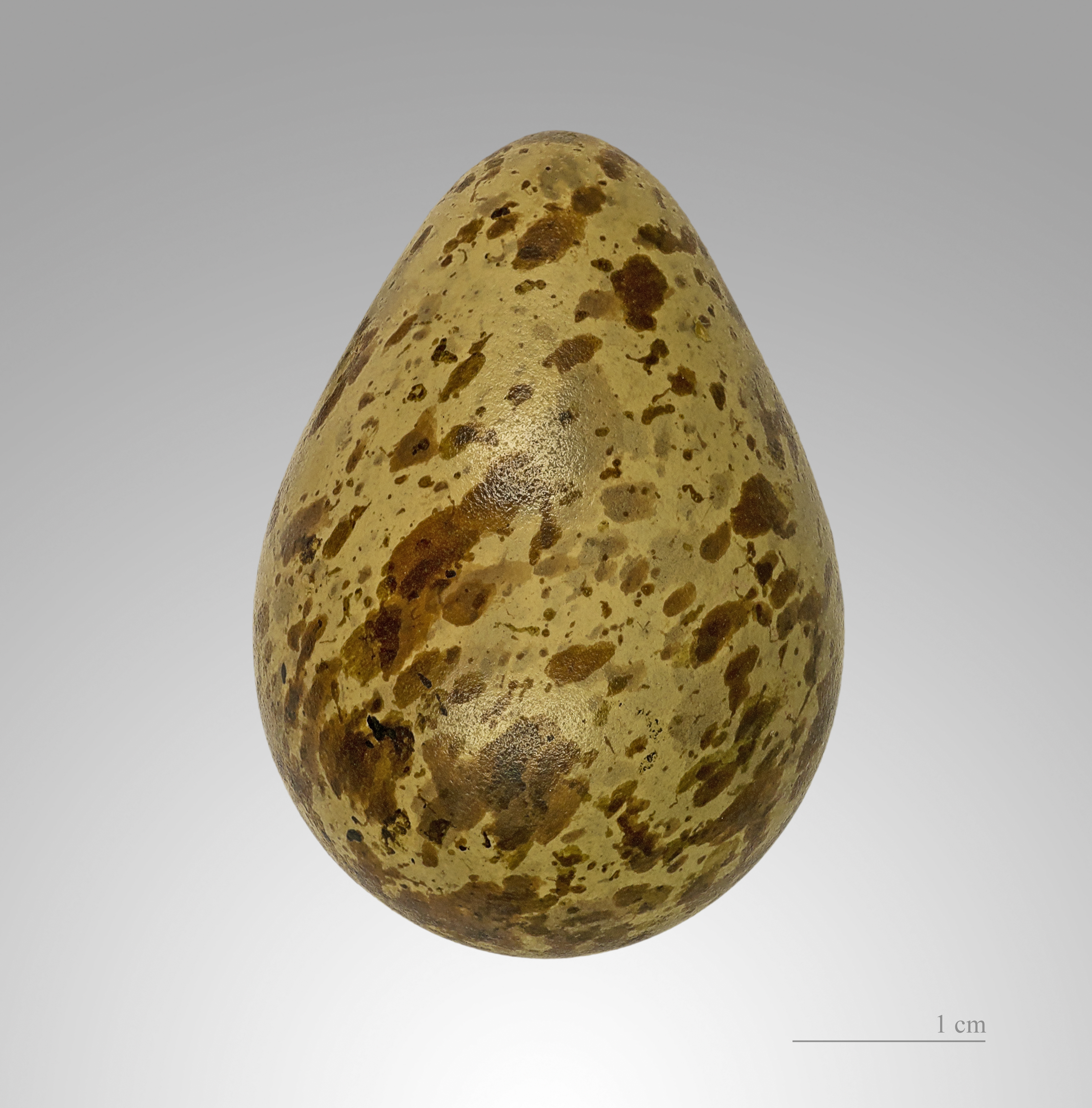
Vejce kamenáčka pestrého